# San Vitero
San Vitero (en alistanu San Viteiru) es un municipio y localidad española de la provincia de Zamora en la comunidad autónoma de Castilla y León.
Se encuentra ubicado en la comarca de Aliste, al oeste de la provincia de Zamora y cerca de la frontera con Portugal. El municipio está formado por el territorio correspondiente a los términos de El Poyo, San Cristóbal de Aliste, San Juan del Rebollar, San Vitero y Villarino de Cebal.

## Geografía
El municipio de San Vitero está ubicado en la comarca denominada Aliste, en el noroeste de la provincia, a 68 km de Zamora capital. La línea fronteriza con Portugal dista sólo 12 kilómetros.
En el término municipal se encuentran las localidades de El Poyo, San Cristóbal de Aliste, San Juan del Rebollar, San Vitero y Villarino de Cebal.
San Vitero tiene una superficie de 64,05 km². Dispone de notables parajes naturales, dada su proximidad a la sierra de la Culebra.

## Historia
La conservación de restos arqueológicos como un toro prerromano -becerro- y un miliario -la "Milla VI"- de la calzada romana del "Itinerario XVII" de Antonino que unía Astúrica y Braccara Augusta, que cruzaba las comarcas zamoranas de La Carballeda y Aliste, muestra la existencia de poblamiento en el término de San Vitero desde época prerromana. No obstante, el emplazamiento actual del miliario no es el original, dado que la vía romana entraba en Aliste por San Pedro de las Herrerías y seguía para cruzar el río Manzanas en Moldones hacia Portugal. En todo caso, también se pueden observar en algunas casas de la localidad restos de estelas romanas, lo que daría muestra de la presencia romana en la actual localidad o su entorno más cercano.
En la Edad Media, tras el nacimiento del Reino de León en el año 910, el término de San Vitero quedó integrado en el mismo, sufriendo tras la independencia de Portugal, en 1143, los conflictos que surgieron entre los reinos leonés y portugués por el control de la comarca de Aliste.
Ya en la Edad Contemporánea, con la creación de las actuales provincias en 1833, San Vitero fue adscrito a la provincia de Zamora y la Región Leonesa, quedando integrado con la creación de los partidos judiciales en abril de 1834 en el de Alcañices, hecho que se prolongó hasta 1983, cuando fue suprimido el mismo e integrado en el partido judicial de Zamora.
En torno a 1850, el municipio de San Vitero tuvo su principal ampliación, al integrar en su término las localidades de San Cristóbal de Aliste, San Juan del Rebollar y Villarino de Cebal. No obstante, su extensión actual la tomó en 1970, cuando la pedanía de El Poyo, que se había integrado en torno a 1850 en el municipio de Viñas, se segregó del mismo para pasar a formar parte del municipio de San Vitero.

## Geografía humana

### Núcleos de población
El municipio se divide en cinco núcleos de población, que poseían la siguiente población en 2024 según el INE.
| Núcleo de población     | Población |
| ----------------------- | --------- |
| San Vitero              | 215       |
| San Juan del Rebollar   | 135       |
| El Poyo                 | 45        |
| San Cristóbal de Aliste | 28        |
| Villarino de Cebal      | 5         |

### Demografía
Cuenta con una población de 429 habitantes (INE 2024).
| Gráfica de evolución demográfica de San Vitero entre 1842 y 2021 |
| |
| Población de derecho según los censos de población del INE Población de hecho según los censos de población del INEEntre el censo de 1857 y el anterior, crece el término del municipio porque incorpora a 495116 (San Cristóbal de Aliste), 495118 (San Juan del Rebollar) y 495169 (Villarino de Cebal) |

## Monumentos y lugares de interés
Su casco urbano conserva muestras de su arquitectura tradicional en piedra, siendo sus principales edificios la iglesia parroquial de San Víctor, de la que destaca su pórtico, y la ermita del Cristo del Campo. De especial mención son el toro prerromano y el miliario, ambos situados en la plaza principal y junto a la iglesia.

## Cultura

### Gastronomía
En la gastronomía de San Vitero destacan especialmente sus carnes, las cuales se integran dentro de la marca de calidad de Ternera de Aliste.

### Patrimonio inmaterial
Junto a su ermita se celebran dos romerías con notable relevancia comarcal, una el 19 de marzo, San José, y la otra, el día de la Exaltación de la Santa Cruz, el 14 de septiembre.

#### Feria del Asno Zamorano-Leonés
Además cuenta con un importante recinto ferial donde se celebra anualmente desde 1998 la "Exposición monográfica raza zamorano leonesa" y la "subasta de buches". Dicho evento está organizado por la asociación Aszal y la colaboración de diferentes entidades como la Diputación de Zamora. En esta exposición se incluyen diversas actividades, las dos principales son un concurso morfológico que reconoce a los mejores ejemplares de la raza y la subasta de burros, pero además hay charlas de divulgación sobre la raza, paseos en animales domados, venta de toda clase de artículos relacionados con este animal como productos cosméticos, caramelos de leche de burra, publicaciones sobre la raza, etc.